# Futószalag (gyártás)

A futószalag a folyamatos munkarendszerben a megmunkált alkatrészek (termékek) anyagmozgatásához szükséges segédeszköz.

## Története
A futószalagot és a folyamatos munkarendszert először 1890-ben a chicagói húsüzemek alkalmazták, közismertté azonban Ford tette. 
Henry Ford gépészmérnökei, közöttük Galamb József főkonstruktőr 1913-ban tervezte meg az első futószalagot, amivel forradalmasította a Ford T-modell gyártási folyamatát. Az első Ford gyárban (Amerikai Egyesült Államok, Michigan állam, Highland Park) felállított összeszerelősor a tömegtermelés kezdetét jelentette.
1914. január 14-én a futószalagos összeszerelés forradalmi újításának köszönhetően a T-modell a világ első népautója lett. 
A fejlett országokban az 1920-as évektől az 1970-es évek közepéig tartó időszakot – Henry Fordról elnevezve – fordizmusként jelöli a gazdaságtörténet. 

### Technológia
A folyamatos munkarendszerrel dolgozó üzemben a futószalag biztosítja a munkaműveletek közti kapcsolatot és továbbítja a munkatárgyat, a futószalag két oldala mellett álló, mozgó (ülő) munkásokhoz. Minden munkás csak egy-egy részletmunkát végezhet, a szakmunka betanított munkává alakul, mozdulatai egyszerűek, gépszerűek. A beépítendő alkatrészeket munkahelye mellett tárolják (pótolják), vagy a szalagon érkezik – csak a helyére kell illeszteni.
Meghajtása többnyire villanymotorral történik. A futószalag (végtelenített, szövetbetétes 
gumiból készült) görgőkön mozgó, sínen futó asztalokból, illetve egyéb technológiai elvek szerint láncokból, lefelé lógó kampókból, stb. állhat.

### Tömegtermelés
Ford, olcsó járműveket akart gyártani, a nagyközönség számára. Az első lépést akkor tették meg a futószalagos összeszerelés felé, amikor Ford és mérnökei  olyan automatikusan gyártó gépeket fejlesztettek, amelyek nagy mennyiségben állították elő a szükséges alkatrészeket. A rendelkezésre álló, tömegtermékként előállított alkatrészek szükségessé tették az összeszerelés módjának újszerű megtervezését, hogy az alkatrészek gyors (szakmunkát nem igénylő) összerakásával lehetőség legyen – a költségeket jelentősen lefaragva – nagy mennyiségű autó előállítására. A futószalag eleinte az alvázat jelentette, a munkaállomások előtt mozgató kötélzetből állt.
A gyártást a folyamat egyszerűsítése céljából részekre osztották.  A szakképzett munkaerőtől való függetlenedés érdekében Ford csereszabatos alkatrészeket alkalmazott, amelyeket a szakképzetlen munkások is könnyen összeszerelhettek. A kísérletek gravitációs csúszdákkal és görgősorokkal folytatódtak tovább. Még az emberek és a szerszámok helyét is aprólékos vizsgálatnak vetették alá, hogy a gyártósor a lehető leghatékonyabban működhessen.
Az egyes részlegekben alkotóelemeire osztották fel a gyártási folyamatot. Mindenhol ilyen rész-összeszerelősorokat állítottak fel, míg végül „minden mozgott az üzemben”. 
Az utolsó lépést a mozgó összeszerelősor jelentette. Az autó a puszta alvázból indulva végighaladt az összes munkaállomáson, míg végül a saját erejéből legördült a teljesen összeszerelt gépkocsi. 
Ford egyre olcsóbban adta autóit: kezdetben (1908-ban) még 950, 1914-ben a futószalagos termelés beindulása után már csak 360, később pedig 260 dollárba került. Korábban, egy autó összeszerelése több mint fél napot, 728 percet vett igénybe, a futószalag bevezetése után már csak 93 percet.
A pontosság, folyamatosság és gyorsaság megteremtette a tömegtermelést. A futószalag ipari forradalmat indított el. Minden egyes munkanapon kezdetben 1 percenként, a csúcson 10 másodpercenként egy kész autó gördült le a szerelősorról. Ford csökkenteni tudta az árakat, a minimális napi bért a kétszeresére, 5 dollárra emelte, kiváló minőségű terméket gyártott, és így is nyereséget tudott termelni.